# US Open 2002
Lo US Open 2002 è stata la 122ª edizione dello US Open e quarta prova stagionale dello Slam. Si è disputato dal 26 agosto all'8 settembre 2002 al USTA Billie Jean King National Tennis Center in Flushing Meadows di New York negli Stati Uniti. 
Il singolare maschile è stato vinto dallo statunitense Pete Sampras, che si è imposto sul connazionale Andre Agassi in quattro set col punteggio di 6–3, 6–4, 5–7, 6–4. Il singolare femminile è stato vinto dalla statunitense Serena Williams, che ha battuto in finale la sorella Venus Williams. 
Nel doppio maschile si sono imposti Mahesh Bhupathi e Maks Mirny. Nel doppio femminile hanno trionfato Virginia Ruano Pascual e Paola Suárez. 
Nel doppio misto la vittoria è andata alla slovena Lisa Raymond, in coppia con Mike Bryan.

## Risultati

### Singolare maschile
Pete Sampras ha battuto in finale  Andre Agassi con il punteggio di 6–3, 6–4, 5–7, 6–4.

### Singolare femminile
Serena Williams ha battuto in finale  Venus Williams con il punteggio di 6–4, 6–3.

### Doppio maschile
Mahesh Bhupathi /  Maks Mirny hanno battuto in finale  Jiří Novák /  Radek Štěpánek con il punteggio di 6–3, 3–6, 6–4.

### Doppio femminile
Virginia Ruano Pascual /  Paola Suárez hanno battuto in finale  Elena Dement'eva /  Janette Husárová con il punteggio di 6–2, 6–1.

### Doppio misto
Lisa Raymond /  Mike Bryan ha battuto in finale  Katarina Srebotnik /  Bob Bryan con il punteggio di 7–6(9), 7–6(1).

## Junior

### Singolare ragazzi
Richard Gasquet ha battuto in finale  Marcos Baghdatis con il punteggio di 7–5, 6–2.

### Singolare ragazze
Marija Kirilenko hanno battuto in finale  Barbora Strýcová con il punteggio di 6–4, 6–4.

### Doppio ragazzi
Michel Koning /  Bas van der Valk

### Doppio ragazze
Elke Clijsters /  Kirsten Flipkens